# Leon Lishner
Leon Lishner (New York, 4 juillet 1913 - Seattle, 21 novembre 1995) est un baryton-basse américain associé à l'œuvre de Gian Carlo Menotti pour la création de rôles à l'occasion de la première mondiale de quatre des opéras du compositeur. Il a chanté dans les productions du New York City Opera et de la NBC Opera Theatre (en) durant les années 1950 et au début des années 1960.

## Biographie
Né à New York, Lishner est le fils de Juifs russes émigrés aux États-Unis. Il est diplômé du City College of New York et de la Juilliard School. En 1942-1943 il est engagé dans la Philadelphia Opera Company (en) de Sylvan Levin (en) pour les rôles d'Arkel dans Pelléas et Mélisande, Colline dans La bohème, Dr Blind dans La Chauve-souris et le Docteur Bartolo dans Les Noces de Figaro. Il chante par la suite dans les rôles secondaires de plusieurs opéras pour différentes compagnies. Sa première participation importante est le rôle de l'agent de la Police secrète lors de la première mondiale du Consul de Gian Carlo Menotti à Philadelphie en 1950. Il s'installe à Broadway pour continuer avec cette production. Il reprend également le rôle en concert en 1953 avec l'Orchestre de Philadelphie et en 1957 au Boston Public Garden.
Après le succès critique du Consul, Menotti est invité par la NBC à composer un opéra pour la télévision qui est donné par la NBC Opera Theatre (en) (NBCOT) nouvellement créée. La première de Amahl and the Night Visitors est diffusée pendant le Réveillon de Noël 1951 dans une émission à l'audience nationale et rencontre un immense succès auprès de millions de téléspectateurs. Pour cette production, Menotti rappelle la plupart des chanteurs du Consul. Lishner est distribué dans le rôle du roi Balthazar. Il continue à chanter le rôle avec les autres membres de la production originale pour des émissions annuelles de télévision jusqu'en 1964. Amahl est également donné dans le même temps en tournées lors desquelles l'opéra est joué en concert accompagné par des orchestres symphoniques dans tous les États-Unis.
Lishner crée encore d'autres rôles dans deux nouveaux opéras de Menotti. Il tient le rôle de Don Marco dans The Saint of Bleecker Street (en) créé à Broadway en 1954. En 1963 il joue The Desk Clerk / Death dans Labyrinth (en), commande du la NBCOT. Il chante dans plusieurs autres productions pour la NBC Opera, comme John Claggert dans Billy Budd de Benjamin Britten (1952), Osmin dans L'Enlèvement au sérail de Mozart (1954) et Napoléon Bonaparte dans Guerre et Paix de Serge Prokofiev (1957). Il tient aussi le rôle parlé de Stepan lors de la première mondiale du The Marriage (en) (1953) de Bohuslav Martinů pour la NBC.
En août 1953, Lishner fait ses débuts au Central City Opera (en) avec le rôle de Herr Reich dans Les Joyeuses Commères de Windsor d'Otto Nicolai. Il rejoint bientôt la troupe du New York City Opera (NYCO) où il fait ses débuts en octobre 1953 avec le rôle du Docteur Grenvil dans La Traviata de Giuseppe Verdi. Avec le NYC Opera, il chante dans la première américaine de Der Prozeß de Gottfried von Einem et Regina (en) de Marc Blitzstein (Ben Hubbard, 1953). Il reçoit un triomphe particulier au NYC O en 1958 pour le rôle de Sir Morosus dans La Femme silencieuse de Richard Strauss. Il chante encore avec la Compagnie Alcindoro dans La bohème (1955), Carlino dans Don Pasquale (1955), Herr Reich (1955) et Osmin (1958).
En 1955 Lishner joue le rôle de Vodník dans Rusalka d'Antonín Dvořák au Town Hall sous la direction de Peter Herman Adler. En 1956 il chante le rôle de Daniel Webster dans The Mother of Us All (en) de Virgil Thomson avec Shirlee Emmons (en) dans le rôle de Susan B. Anthony, rôle pour lequel elle remporte un Obie Award au Phoenix Theater. En 1966 il joue le rôle du Dr Kolenatý dans la première américaine de L'Affaire Makropoulos de Leoš Janáček à l'Opéra de San Francisco. En 1972 il tient le rôle de Rambaldo Fernandez dans La Rondine pour la Philadelphia Lyric Opera Company avec Anna Moffo en Magda de Civry.
Lishner enseigne à la faculté de musique de l'Université de Washington de 1964 à 1979. Le compositeur Carol Sams (en) le distribue dans le rôle de God dans son opéra Heaven. Il meurt à Seattle à l'âge de 82 ans.